# Syrisk-ortodoxa kyrkan, Jönköping
Syrisk-ortodoxa kyrkan, också benämnd som "Mar Dimet", är en syrisk-ortodox kyrkobyggnad belägen i Jönköping.